# Grand Central Terminal

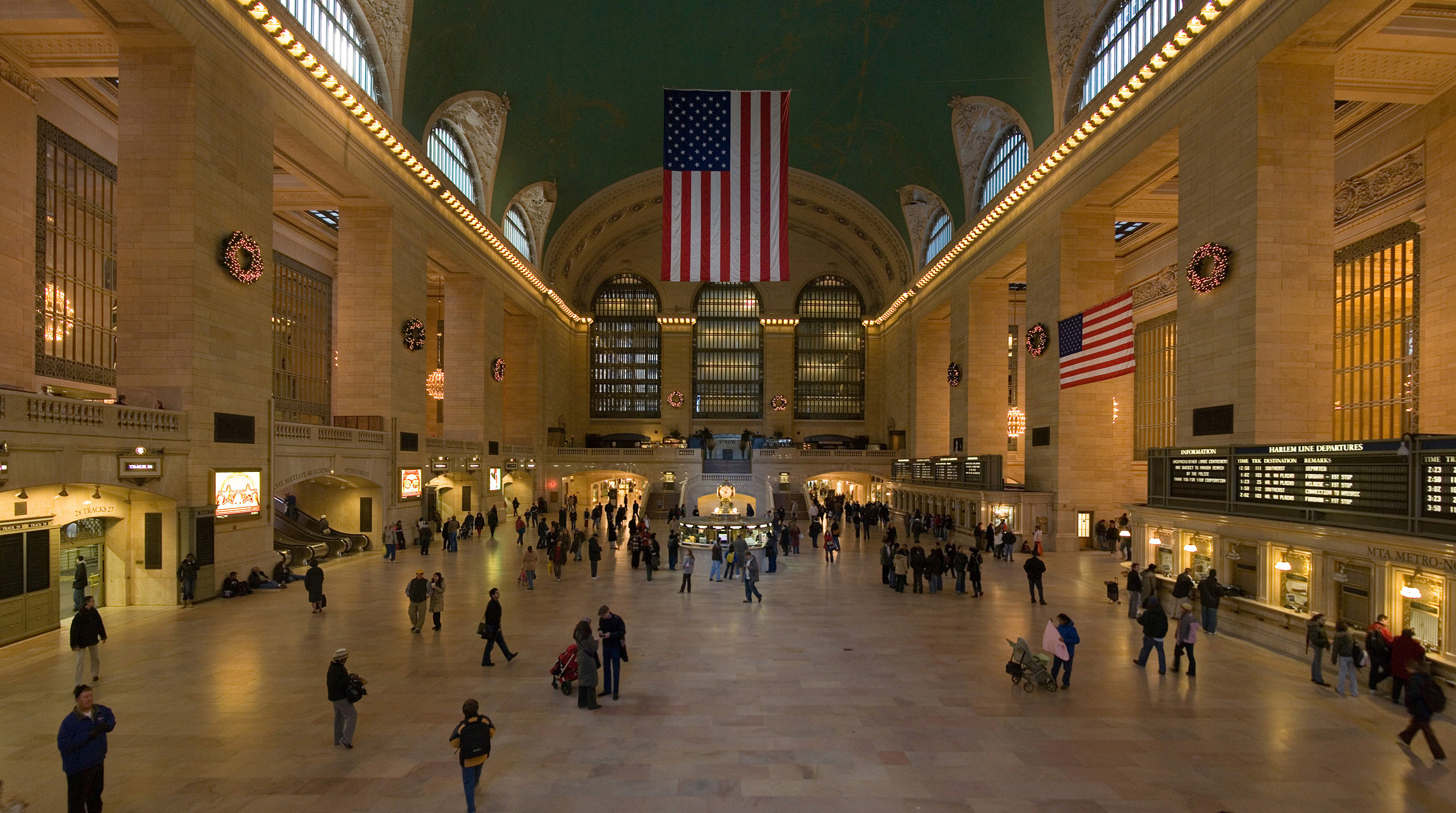
Grand Central Terminal

Grand Central Terminal (potocznie określany jako Grand Central Station) – dworzec kolei podmiejskich, położony przy 42nd Street i Park Avenue na obszarze Midtown Manhattan w Nowym Jorku w Stanach Zjednoczonych.

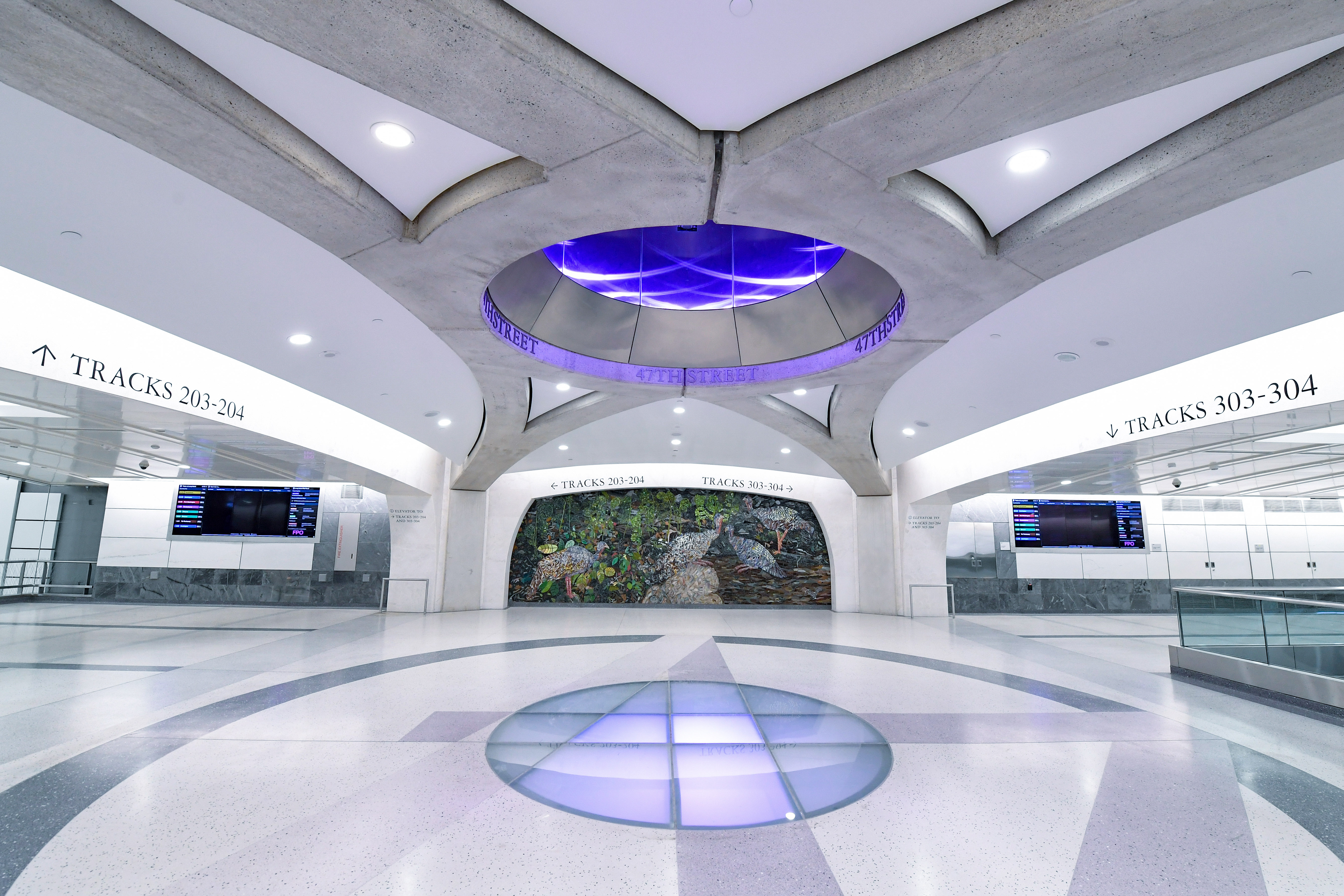
Uruchomiona w 2023 roku stacja LIRR Grand Central Madison poniżej poziomu Grand Central Terminal

Został wybudowany w czasach świetności amerykańskich pociągów dalekobieżnych (otwarty w 1871, po wyburzeniu starego budynku – nowy, obecny gmach GCT zainaugurował działalność 2 lutego 1913), a jego nazwa bezpośrednio nawiązywała do New York Central Railroad – istniejącej wówczas kolei działającej na terenie większości północno-wschodniej części Stanów Zjednoczonych i łączącej m.in. Nowy Jork, Boston, Chicago i Saint Louis. Grand Central Terminal stanowił najważniejszy składnik infrastruktury tej historycznej już linii kolejowej. Jest to największy dworzec kolejowy na świecie pod względem liczby peronów (44).
Oprócz pełnienia swojej głównej funkcji, dworzec jest jednocześnie popularnym miejscem spotkań, wielką atrakcją architektoniczną o zasięgu międzynarodowym, jak również pełni funkcję centrum handlowego.
1 lutego 2013 władze miejskie i mieszkańcy Nowego Jorku uroczyście świętowali setną rocznicę otwarcia Grand Central Terminal. W 2023 roku, poniżej poziomu Grand Central, uruchomiono nową należącą do Long Island Rail Road stację Grand Central Madison.

## Linie kolejowe
Grand Central obsługuje trzy regionalne linie kolejowe, należące do przewoźnika Metro-North Railroad:
- Hudson Line do Poughkeepsie
- Harlem Line do stacji Wassaic w Amenii
- New Haven Line do New Haven z odgałęzieniami do New Canaan, Danbury i Waterbury